# Cañajo
Cañajo är en ort i Mexiko.   Den ligger i kommunen San Miguel de Allende och delstaten Guanajuato, i den centrala delen av landet, 230 km nordväst om huvudstaden Mexico City. Cañajo ligger 2 059 meter över havet och antalet invånare är 815.
Terrängen runt Cañajo är kuperad åt sydväst, men åt nordost är den platt. Terrängen runt Cañajo sluttar norrut. Runt Cañajo är det ganska tätbefolkat, med 96 invånare per kvadratkilometer. Närmaste större samhälle är San Miguel de Allende, 7,6 km väster om Cañajo. Trakten runt Cañajo består i huvudsak av gräsmarker.